# Dương Huệ Nghiên
Dương Huệ Nghiên (sinh ngày 20 tháng 7 năm 1981) là một tỷ phú Trung Quốc, cổ đông lớn của công ty bất động sản Country Garden (Bích Quế Viên). Cô hiện là một trong số những tỉ phú trẻ và giàu nhất châu Á, và giàu thứ 154 thế giới, với giá trị tài sản ròng ước đạt 8,2 tỷ USD (theo Báo cáo Hurun về danh sách những người giàu nhất thế giới được công bố vào tháng 2 năm 2014).

## Cuộc sống ban đầu
Dương Huệ Nghiên từng tốt nghiệp tại Đại học Tiểu bang Ohio vào năm 2003.

## Sự nghiệp
Dương Huệ Nghiên là con gái của tỷ phú, chủ tịch Bích Quế Viên Dương Quốc Cường. Cô sau đó đã được bố cô chuyển giao 70% cổ phần, trước khi cổ phiếu của công ty Bích Quế Viên được phát hành lần đầu ra công chúng vào năm 2007. Với việc này, giá trị thị trường của Bích Quế Viên đã nâng lên thành 1,6 tỷ USD, ngang với con số mà Google đưa ra vào năm 2004. Tài sản ròng của cô vào tháng 10 năm 2007 ước đạt 16,2 tỷ USD.
Dương Huệ Nghiên hiện là phó chủ tịch hội đồng quản trị, cổ đông lớn nhất tại Bích Quế Viên. Trong năm 2014, nhờ bán cổ phiếu mà cô đã thu về được 410 triệu USD, theo Forbes.